# Vitamín A

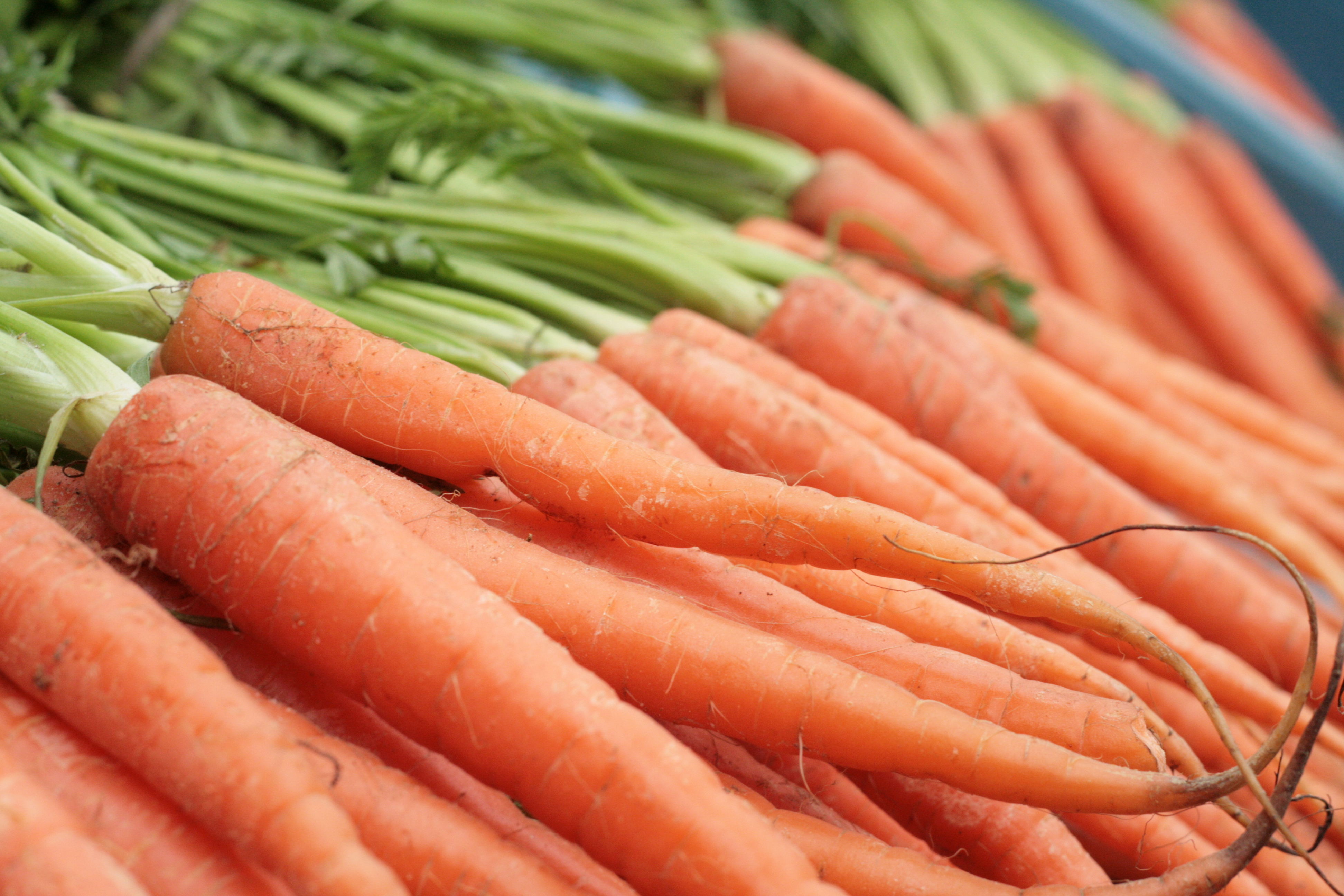
Mrkev, jeden ze zdrojů vitamínu A

Vitamín A (axeroftol) je v tucích rozpustný vitamín. Existuje ve dvou přirozených formách – vitamín A1 (retinol) a vitamín A2 (3,4-didehydroretinol). Kromě (3,4-didehydro)retinolu sem patří rovněž (3,4-didehydro)retinal a kyselina (3,4-didehydro)retinová.
Vitamín A je nutný pro tvorbu rodopsinu, zrakového pigmentu používaného za nízkého osvětlení. Nedostatek vitamínu proto vede k šerosleposti. Vitamín A je také důležitý antioxidant. Rovněž je nezbytný pro vývoj epitelií, při jeho nedostatku buňky rohovatí (xeróza). Zdrojem vitaminu A je alfa-karoten, beta-karoten a lykopen, což jsou oranžová a červená barviva.
Vitamín A vzniká z provitamínu A, tedy především z betakarotenu.

## Zdroje karotenů nebo vitamínu A
Rybí tuk, játra, mrkev, zelené a žluté listy, špenát, kapusta, petrželová nať, kedlubnová nať, meloun, meruňky, zelí, brokolice, kukuřice, dýně, máslo, vaječný žloutek, v menším množství mléko, tučné ryby, třešně aj.

### Průmyslová syntéza
Retinol byl objeven v roce 1916, v roce 1931 byl poprvé izolován a byla určena jeho chemická struktura. Poprvé byla tato forma vitaminu A uměle syntetizována v roce 1947 a rok na to firma Hoffmann-La Roche vyrobila první komerční balení vitaminu A ve formě acetátu. Většina postupů výroby se od té doby nezměnila.
Mezi další komerčně prodávané a synteticky prodávané deriváty retinolu patří estery kyseliny propionové a palmitové a také samotný retinol.

## Dávkování
Doporučená denní dávka činí 0,8 mg/den (či 4,8 mg beta-karotenu = poměr 1:6), při dlouhodobém užívání jsou nutné pravidelné přestávky. Užívání v těhotenství je nutné konzultovat s lékařem, obecně se nedoporučuje (může poškodit nervový systém plodu). Přírodní provitamín A (beta-karoten) by měl být bez vedlejších účinků. Diabetes vyvolává potíže v přeměně betakarotenu na vitamín A. Při nemocech srdce se doporučuje užívat jej formou sirupů či prášků nejčastěji třikrát denně. Ovšem větší dávky vitamínu A jsou spojené s větším rizikem zlomenin kostí.

### Předávkování
Vitamín A je jedním z mála vitamínů, jež mohou způsobit hypervitaminózu, tedy onemocnění z nadbytku vitamínu. Ukládá se v játrech. V důsledku toho může předávkování způsobit osteoporózu i otravu. Nadbytek vitamínu A v těhotenství (4.–9. týden) může také způsobit rozštěpy.
Bývá obsažen ve velmi vysokém množství v játrech arktických zvířat (vlků, psů, medvědů), což vedlo k otravě (často fatální) polárních expedic, kterým došly zásoby potravin a musely sníst své psy nebo lovit.

### Nedostatek
Nedostatek vitamínu A (avitaminóza A) způsobuje šeroslepost, sklon k zánětu očních spojivek a poškození oční sítnice, rohovatění a šupinatění kůže, snížení pohlavní aktivity, zpomalení pohlavního vývoje, snížení potence, snížení imunity, sklon k zánětům a některé další poruchy. Nebezpečný je však i přebytek tohoto vitamínu (hypervitaminóza A).

## Používání v kosmetice a možná rizika
Vitamin A se používá jako součást kosmetických přípravků, zejména těch pro omlazení pleti. Podle německého Spolkového institutu pro hodnocení rizik by však jeho užívání v kosmetice mělo být limitováno v přípravcích nanášených na obličej a na ruce. V produktech nanášených na rty (rtěnky, balzámy) nebo určených k péči o tělo by se neměl používat vůbec. Podle německých expertů máme vitaminu A dostatek v jídle. V případě žen po menopauze dokonce příjem přesahuje maximální doporučenou dávku a není proto žádoucí jeho příjem prostřednictvím kosmetiky.